# 크리스티안 아만푸어

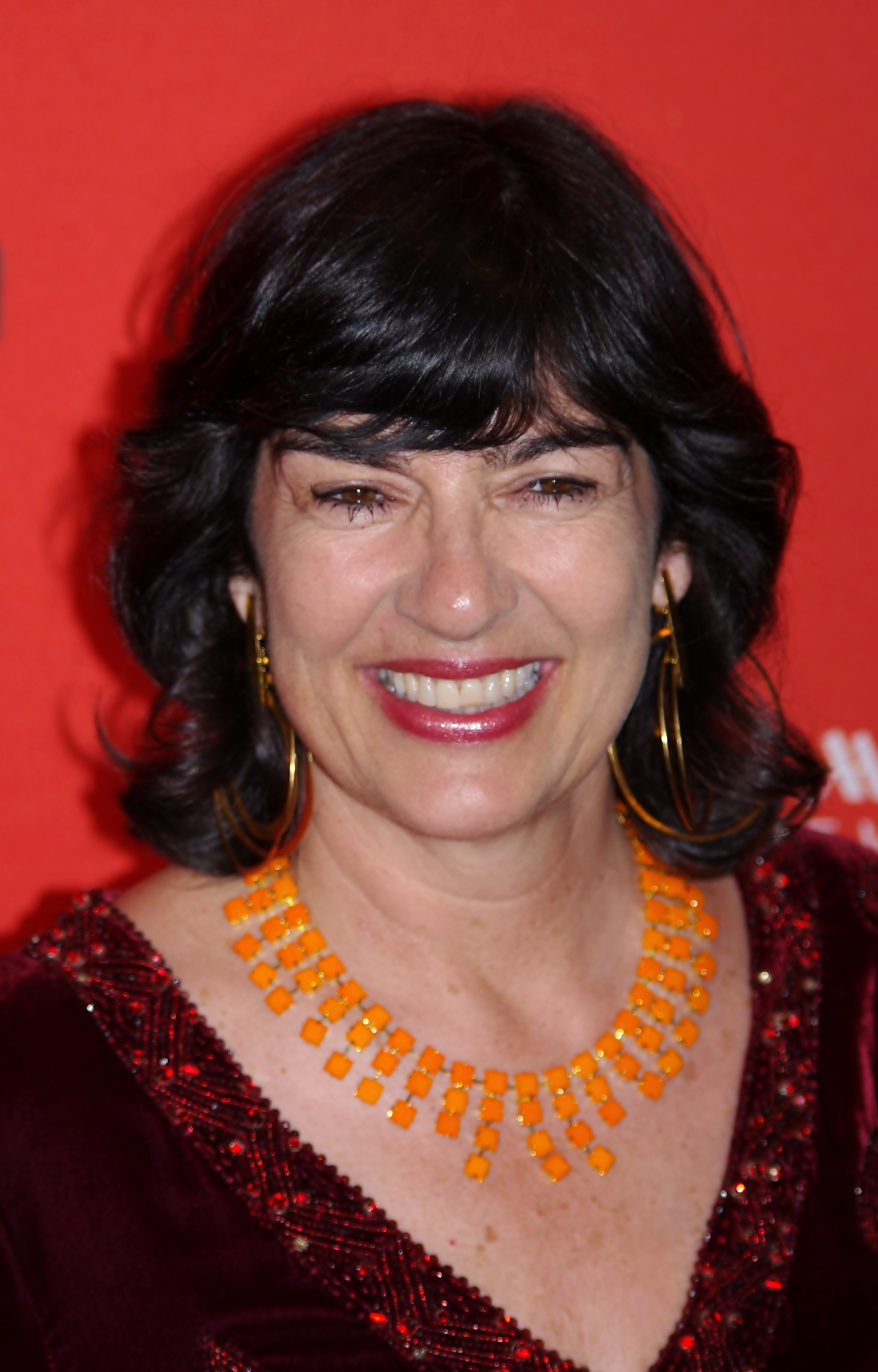

크리스티안 아만푸어(페르시아어: کریستیان امان‌پور, 영어: Christiane Amanpour, CBE, 1958년 1월 12일 ~ )는 CNN의 국제 특파원이자 30분 쇼 《아만푸어》(Amanpour)의 앵커이다. 2010년 4월 말에 27년간 재직했던 CNN을 떠나 8월에 ABC 방송국의 《디스 위크》 앵커로 복귀하였다. 그러나 2012년 다시 CNN 국제부가 프로그램 라인업을 새롭게 하면서 인터뷰를 중심으로 하는 Amanpour가 다시 방영되기 시작하였다.

## 젊은 시절
원래 런던에 살던 아만푸어의 부모(아버지 모하마드는 이란의 항공사 중역이었고, 어머니 퍼트리샤가 영국인)는 아만푸어가 태어나고 얼마 있지 않아 테헤란으로 이민을 갔다. 아만푸어의 가족은 모하마드 레자 팔라비 정부 하에서 풍족한 생활을 하였다. 아만푸어는 1969년에 영국으로 돌아가 버킹엄셔주 챌폰트세인트피터(en)에 있는 중학교를 졸업하고 이어 에식스주 첼름스퍼드에 있는 뉴 홀 스쿨(en)에 진학하여 졸업했다. 한편 이란에 남아 있던 아만푸어의 가족들은 이란 혁명이 시작되고 얼마되지 않아 영국으로 돌아왔다.
아만푸어는 로드아일랜드 대학교(en)에서 언론을 공부하기 위해 미국으로 갔다. 아만푸어는 대학에서 공부하며 프로비던스에 있는 WBRU의 뉴스 부서에서 일을 했고, 1983년에 대학을 최우등(summa cum laude)으로 졸업하며 언론 학사 학위를 받았다.

## CNN
1983년, 아만푸어는 조지아주 애틀랜타에 위치한 CNN 국제부에 신입으로 입사하였다. 신입 기자 시절, 아만푸어가 맡은 첫 번째 중요한 사건은 이란-이라크 전쟁을 취재하는 것이었다. 아만푸어는 1986년 유럽공산주의의 몰락을 보도하기 위하여 동유럽 지부로 발령받았다. 1989년, 아만푸어는 독일 프랑크푸르트에 발령받았는데, 이는 당시 동유럽을 휩쓸고 있던 민주화 혁명을 보도하기 위함이었다. 이 때의 보도로 아만푸어는 승진하여 1990년에는 CNN 뉴욕지사 특파원으로 일할 수 있었다.
이라크가 쿠웨이트를 점령하던 1990년, 페르시안 걸프 전에 대한 아만푸어의 보도는 그녀의 이름을 널리 알리는 동시에 네트워크에서 새로운 차원의 뉴스를 보도할 수 있게 하였다. 그 이후로 아만푸어는 보스니아 전쟁과 기타 분쟁 지역들을 취재하였다. 사라예보 포위사건에서 보여준 아만푸어의 감정 전달로 시청자들과 비판가들은 그녀의 직업적 공정성을 의심하였다. 아만푸어의 많은 보도들이 정당하지 않으며 보스니아 무슬림들에게 유리하게 포장되어 있다는 것이었다. 그에 대해 아만푸어는 "몇몇 상황에서는 그저 중립적이어서는 안된다. 중립적이기만 할 때에는 나 스스로가 공범이 될 수 있기 때문이다. 공정성은 모든 편(便)들을 동등하게 대하는 것이 아니다. 공정성은 모든 편에 귀를 기울이는 것이다." 아만푸어는 걸프 전쟁과 보스니아 전쟁 등의 분쟁 지역들에서 용감하게 취재함으로써 명성을 얻게 되었다.
1992년부터 2010년까지 아만푸어는 CNN의 국제부 선임기자로 활동하였으며, 2009-2010년 방영한 CNN 인터뷰 프로그램인 《아만푸어》의 앵커이기도 하였다. 아만푸어는 세계 곳곳 커다란 위기가 있는 곳에서 보도해오고 있다. 여기에는 이라크와 아프가니스탄, 팔레스타인 테러리스트들, 이란, 이스라엘, 파키스탄, 소말리아, 르완다, 발칸 지역, 태풍 카트리나가 몰아치던 미국까지도 포함된다. 아만푸어는 중동, 유럽, 아프리카 등에서 이란의 모하마드 하타미와 마무드 아마디네자드 대통령을 비롯해 아프가니스탄, 수단, 시리아 등 세계의 여러 지도자들과 독점 인터뷰를 수행해왔다. 아만푸어는 9.11 테러 이후 영국의 토니 블레어 수상과 프랑스의 자크 시라크 대통령, 파키스탄의 페르베즈 무샤라프 대통령을 가장 먼저 인터뷰한 국제부 기자였다.
1996년부터 2005년까지 아만푸어는 4-5시 심도 있는 국제 뉴스의 특별 기고자로 《60분》(60 Minutes)의 제작자인 돈 휴잇(Don Hewitt)과 계약을 맺었다. 이 때의 보도들로 아만푸어는 1998년 피버디상을 수상하였다(그녀는 이미 1993년에 피버디상을 한 차례 수상한 전력이 있었다). 돈 휴잇의 후임자인 제프 페이거(Jeff Fager)은 아만푸어의 보도를 좋아하지 않았고 그녀와의 계약을 해지하였다.
아만푸어는 방송에서 여러 잊지 못할 순간을 경험했는데, 야세르 아라파트와 인터뷰도 그런 순간이었다. 아라파트가 2002년 3월 이스라엘 군에 의해 포위되어 무카타(자치정부 청사)에 구금되어 있을 때 아만푸어와 라이브 전화인터뷰를 가지게 되었다. 아라파트는 인터뷰에서 험하게 답변하였다. "당신은 지금 내가 왜 완전히 포위되었는지를 묻는 겁니까? 정말 훌륭한 저널리스트군요. 자기 직업을 자랑스러워 해야겠어요.", "야세르 아라파트 장군과 말할 때에는 정확히 해야죠. 조용히 하세요!", 그리고 전화를 끊었다.

## 서훈
- 2007년 대영 제국 훈장 3등급(CBE)[9]